# Cantó de Chalon-sur-Saône-Oest
El cantó de Chalon-sur-Saône-Oest és un cantó francès del departament de Saona i Loira, situat al districte de Chalon-sur-Saône. Té 1 municipis i part del de Chalon-sur-Saône.

## Municipis
- Chalon-sur-Saône (part)
- Châtenoy-le-Royal

## Història
| Data d'elecció                           | Identitat        | Partit | Qualitat |
| ---------------------------------------- | ---------------- | ------ | -------- |
| 1985-1988                                | Dominique Perben | RPR    |          |
| 1988-2001                                | Jean Truc        | PS     |          |
| 2001-2008                                | Fréderique Molay | UMP    |          |
| 2008-                                    | Nathalie Leblanc | PS     |          |
| les dades anteriors no són pas conegudes |                  |        |          |
|                                          |                  |        |          |